# Teoria de Hodge
Em matemática, teoria de Hodge, nomeada em referência a William Vallance Douglas Hodge, é um aspecto do estudo da topologia algébrica de uma variedade diferenciável M. Mais especificamente, funciona com as consequências das cohomologias de grupos de M, com coeficientes reais, da teoria das equações diferenciais parciais de operadores Laplacianos generalizados associados a uma métrica Riemanniana sobre M.